# Hooker 'N Heat
Hooker 'N Heat è il settimo album in studio dei Canned Heat, pubblicato il 15 gennaio 1971. Si tratta di un album doppio prodotto dal gruppo insieme al bluesman John Lee Hooker.

## Descrizione
L'album fu il primo inciso col rientro nella band del chitarrista Henry Vestine.
Da segnalare inoltre che si tratta dell'ultimo lavoro al quale partecipò Alan Wilson che morì nel mese di settembre dello stesso anno: il gruppo gli rende omaggio nella copertina, che ritrae i musicisti schierati in una camera, con alle loro spalle, appeso su una parete accanto ad una finestra, un ritratto fotografico del compagno appena scomparso.

## Tracce
Testi e musiche di John Lee Hooker eccetto dove diversamente indicato.
1. Messin' with the Hook – 3:23
2. The Feelin' Is Gone – 4:32
3. Send Me Your Pillow – 4:48
4. Sittin' Here Thinkin' – 4:07
5. Meet Me in the Bottom – 3:34
6. Alimonia Blues – 4:31
7. Drifter (Charles Brown, Johnny Moore, Eddie Williams) – 4:57
8. You Talk Too Much – 3:16
9. Burnin' Hell (John Lee Hooker, Bernard Besman) – 5:28
10. Bottle Up and Go (Tommy McClennan) – 2:27
11. The World Today – 7:47
12. I Got My Eyes on You – 4:26
13. Whiskey and Wimmen' – 4:37
14. Just You and Me – 7:42
15. Let's Make It – 4:06
16. Peavine – 5:07
17. Boogie Chillen No. 2 (John Lee Hooker, Bernard Besman) – 11:33

## Formazione
- John Lee Hooker - voce solista, chitarra
- Alan "Blind Owl" Wilson - armonica, voce solista, chitarra ritmica, piano;
- Henry Vestine - chitarra solista;
- Antonio de la Barreda - basso;
- Adolfo "Fito" de la Parra - batteria

## Credit tecnici
- Bob Hite e Skip Taylor - produzione;
- Norman Seef - direzione artistica;
- Ron Wolin - design;
- Dino Lappas - ingegnere del suono;
- Robert Zimbler e Martin Birch - ingegnere del suono per il missaggio;
- Philip Melnick - fotografia bianco e nero;
- Tom Tucker - foto di copertina;

Registrato nel maggio 1970 presso gli studi di registrazione Liberty Records di Los Angeles (California); missato nel settembre 1970 nei De Lane Lea Studios di Londra (Inghilterra).